# Prima Categoria 1910-1911
La Prima Categoria 1910-1911 è stata la 14ª edizione del massimo campionato italiano di calcio, disputata tra il 22 novembre 1910 e l'11 giugno 1911 e conclusa con la vittoria della Pro Vercelli, al suo terzo titolo.

## Stagione
Il torneo fu il quattordicesimo campionato italiano di calcio organizzato dalla Federazione Italiana Giuoco Calcio (FIGC).

### Novità

#### Aggiornamenti
L'Ausonia non si iscrive a questo campionato.

#### L'allargamento del campionato
Nel 1910 il campionato cominciò ad allargare i suoi confini, dato che la Federazione accolse le richieste di adesione delle tre principali formazioni venete e del Bologna. Sussistendo però forti problemi logistici e finanziari legati alla lunghezza delle trasferte che avrebbero dovuto svolgersi, e nutrendo soprattutto gli organi federali fortissimi dubbi sulla consistenza sportiva delle quattro compagini, sistematicamente sconfitte in maniera pesante nelle amichevoli contro le formazioni del Triangolo industriale, la Federazione decise di confinarle in un girone a sé stante, la Seconda sezione, la cui vincitrice avrebbe sfidato in una finale la vincitrice del torneo maggiore nordoccidentale, detto la Prima sezione. La soluzione non permise certo la crescita del calcio in Veneto e in Emilia, tant'è che il torneo veneto-emiliano fu del tutto secondario e laterale rispetto al vero campionato che restava quello riservato alle società nordoccidentali. La Stampa e La Stampa Sportiva riportano nelle cronache settimanali del campionato italiano di calcio 1910-1911 come il girone veneto-emiliano fosse un campionato di Seconda Categoria, in quanto tale era il rango dei calciatori che vi partecipano, mentre il solo girone ligure-lombardo-piemontese continuava ad essere il vero girone unico di Prima Categoria esattamente come la stagione precedente, a conferma di come all'epoca la sezione ligure-lombardo-piemontese fosse il "torneo maggiore". La stessa federazione nell'articolo 6 del proprio regolamento, entrato in vigore nel 1909-1910, attribuiva ai campionati della prima sezione (Italia Nord-Occidentale) un'importanza maggiore rispetto alle altre sezioni, attribuendo ai vincitori di essa le Coppe Challenge che rappresentavano di fatto il titolo nazionale. Per dare ai vincitori dei campionati delle altre sezioni la possibilità almeno teorica di vincere il titolo nazionale, la FIGC tuttavia aggiunse nel regolamento una postilla secondo la quale, nel caso si fosse giocata una fase nazionale tra i vincitori delle singole sezioni a cui avesse preso parte anche il vincitore della prima sezione (il torneo maggiore), il titolo di Campione d'Italia sarebbe passato dal vincitore della prima sezione al vincitore del torneo intersezionale (che di fatto risultò essere sempre il vincitore del torneo maggiore). Con l'introduzione dei campionati della II sezione (Italia Nord-Orientale) anche per la Prima Categoria, il vincitore del campionato della I sezione (Italia Nord-Occidentale) dovette ratificare il titolo nazionale conquistato vincendo il torneo nord-occidentale disputando una finale contro il campione nord-orientale, la quale tuttavia rimaneva una formalità a causa della disparità di livelli in gioco.

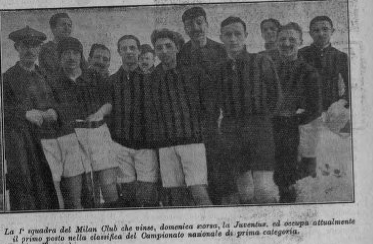
Il Milan secondo classificato nella prima sezione

Nonostante le intenzioni della FIGC, anche quest'anno il campionato del Triangolo industriale rimase zoppo. Se il quotato Piemonte, trovati nuovi finanziatori, aveva superato le titubanze dell'anno prima prendendo il posto della dissestata Ausonia, il vuoto causato dal ritiro dei campioni riserve della Libertas non venne colmato per volontà della stessa Federazione che aveva precedentemente rifiutato di accogliere il Casale, adducendo una supposta impreparazione tecnica dei nerostellati per non sforare il programmato organigramma a dieci squadre. La novità fu, però, il calendario travagliato, anche a causa delle abbondanti nevicate dell'inverno 1911 che causarono il rinvio in blocco di intere giornate, che a fine stagione persero di interesse; non mancarono inoltre alcune partite decise a tavolino, alcune per forfait, altre a causa dell'irregolare tesseramento di alcuni giocatori, tra cui spiccò il caso dell'inglese Harold Swift. Secondo il regolamento dell'epoca, alle squadre che dichiaravano forfait era assegnata la sconfitta a tavolino per 2-0 (articolo 8), alle squadre che invece schieravano in campo giocatori in posizione irregolare era invece assegnata la sconfitta a tavolino per 1-0 (articolo 11 del Regolamento Campionati in vigore dal 1909-1910).

### Formula
Due gironi interregionali diseguali seguiti da una finale nazionale.

### Avvenimenti
La Pro Vercelli, scottata dall'esito sfavorevole e contrassegnato da polemiche del campionato precedente, partì a spron battuto per riscattarsi e ottenere il successo finale. L'Inter campione in carica non riuscì mai a contrastarla, uscendo ben presto di scena in una stagione per lei deludente. Unica inseguitrice restò l'altra grande formazione meneghina, il Milan, trascinato dai gol del suo bomber, il belga Louis Van Hege. Tuttavia alcuni passi falsi casalinghi, in specie contro la Milanese e l'Andrea Doria, impedirono ai rossoneri di impensierire seriamente i Leoni vercellesi, che non ebbero poi alcuna difficoltà a liberarsi del Vicenza rappresentante del girone orientale, tanto che i giornali assegnarono loro il titolo già prima della doppia sfida coi veneti.

## Campionato nordoccidentale

### Squadre partecipanti
| Club         | Stagione | Città    | Stadio                                                             | Stagione precedente                            |
| ------------ | -------- | -------- | ------------------------------------------------------------------ | ---------------------------------------------- |
| Andrea Doria | dettagli | Genova   | Campo sportivo della Cajenna                                       | 8º posto nel camp.federale di 1ª Categoria     |
| Genoa        | dettagli | Genova   | Campo sportivo di San Gottardo e Campo Genoa Club in via del Piano | 4º posto nel camp.federale di 1ª Categoria     |
| Inter        | dettagli | Milano   | Campo di Ripa Ticinese                                             | 1º posto nel camp.federale di 1ª Categoria     |
| Juventus     | dettagli | Torino   | Stadio di Corso Sebastopoli                                        | 3º posto nel camp.federale di 1ª Categoria     |
| Milan        | dettagli | Milano   | Campo Milan di Porta Monforte e Arena Civica                       | 6º posto nel camp.federale di 1ª Categoria     |
| Piemonte     | dettagli | Torino   |                                                                    | 2º posto nel girone piemontese di 2ª Categoria |
| Pro Vercelli | dettagli | Vercelli | Campo piazza Conte di Torino                                       | 2º posto nel camp.federale di 1ª Categoria     |
| Torino       | dettagli | Torino   | Piazza d'Armi "lato Ferrovia"                                      | 4º posto nel camp.federale di 1ª Categoria     |
| US Milanese  | dettagli | Milano   | Campo di via Stelvio                                               | 6º posto nel camp.federale di 1ª Categoria     |

### Classifica finale
|  | Pos. | Squadra      | Pt | G  | V  | N | P  | GF | GS | DR  |
|  | ---- | ------------ | -- | -- | -- | - | -- | -- | -- | --- |
|  | 1.   | Pro Vercelli | 27 | 16 | 12 | 3 | 1  | 44 | 8  | +36 |
|  | 2.   | Milan        | 22 | 16 | 10 | 2 | 4  | 44 | 19 | +25 |
|  | 3.   | Torino       | 18 | 16 | 9  | 0 | 7  | 33 | 27 | +6  |
|  | 4.   | Andrea Doria | 16 | 16 | 8  | 0 | 8  | 28 | 30 | -2  |
|  | 5.   | Genoa        | 14 | 16 | 7  | 0 | 9  | 22 | 27 | -5  |
|  | 6.   | Inter        | 13 | 16 | 6  | 1 | 9  | 24 | 31 | -7  |
|  | 7.   | Piemonte     | 12 | 16 | 4  | 4 | 8  | 21 | 35 | -14 |
|  | 8.   | US Milanese  | 12 | 16 | 6  | 0 | 10 | 19 | 45 | -26 |
|  | 9.   | Juventus     | 10 | 16 | 3  | 4 | 9  | 16 | 29 | -13 |

Legenda:
      Campione d'Italia.
Note:
Due punti a vittoria, uno a pareggio, zero a sconfitta.

#### Squadra campione
| Formazione tipo (2-3-5)                                                                       | Giocatori (ruolo)  |
| --------------------------------------------------------------------------------------------- | ------------------ |
| Innocenti Binaschi Bossola I Valle Ara Milano I Leone I Milano II Ferraro I Rampini I Corna I | Giovanni Innocenti |
| Innocenti Binaschi Bossola I Valle Ara Milano I Leone I Milano II Ferraro I Rampini I Corna I | Angelo Binaschi    |
| Innocenti Binaschi Bossola I Valle Ara Milano I Leone I Milano II Ferraro I Rampini I Corna I | Bossola I          |
| Innocenti Binaschi Bossola I Valle Ara Milano I Leone I Milano II Ferraro I Rampini I Corna I | Modesto Valle      |
| Innocenti Binaschi Bossola I Valle Ara Milano I Leone I Milano II Ferraro I Rampini I Corna I | Guido Ara          |
| Innocenti Binaschi Bossola I Valle Ara Milano I Leone I Milano II Ferraro I Rampini I Corna I | Giuseppe Milano I  |
| Innocenti Binaschi Bossola I Valle Ara Milano I Leone I Milano II Ferraro I Rampini I Corna I | Pietro Leone I     |
| Innocenti Binaschi Bossola I Valle Ara Milano I Leone I Milano II Ferraro I Rampini I Corna I | Felice Milano II   |
| Innocenti Binaschi Bossola I Valle Ara Milano I Leone I Milano II Ferraro I Rampini I Corna I | Pietro Ferraro I   |
| Innocenti Binaschi Bossola I Valle Ara Milano I Leone I Milano II Ferraro I Rampini I Corna I | Carlo Rampini I    |
| Innocenti Binaschi Bossola I Valle Ara Milano I Leone I Milano II Ferraro I Rampini I Corna I | Carlo Corna I      |

### Risultati

#### Tabellone
|              | Ado  | Gen  | Int  | Juv  | Mil  | Pie  | Pro  | Tor  | USM  |
| ------------ | ---- | ---- | ---- | ---- | ---- | ---- | ---- | ---- | ---- |
| Andrea Doria | –––– | 2-3  | 3-0  | 0-2  | 1-7  | 3-1  | 0-2  | 3-2  | 3-0  |
| Genoa        | 1-2  | –––– | 1-0  | 3-0  | 0-3  | 0-1  | 0-1  | 1-2  | 3-1  |
| Inter        | 1-2  | 0-3  | –––– | 1-1  | 0-2  | 4-2  | 0-3  | 0-1  | 5-1  |
| Juventus     | 4-2  | 4-0  | 0-2  | –––– | 0-2  | 1-1  | 0-4  | 1-3  | 0-1  |
| Milan        | 0-1  | 2-0  | 6-3  | 3-0  | –––– | 7-1  | 0-0  | 5-2  | 0-2  |
| Piemonte     | 2-1  | 1-2  | 2-3  | 1-1  | 0-0  | –––– | 2-2  | 2-1  | 1-0  |
| Pro Vercelli | 3-1  | 6-0  | 4-0  | 0-0  | 1-0  | 3-0  | –––– | 3-1  | 7-2  |
| Torino       | 2-1  | 1-5  | 0-1  | 2-1  | 5-1  | 4-2  | 2-0  | –––– | 5-0  |
| US Milanese  | 0-3  | 1-0  | 0-4  | 4-1  | 3-6  | 3-2  | 0-5  | 1-0  | –––– |

#### Calendario
| andata (1ª) | andata (1ª)          | Prima giornata      | ritorno (10ª) | ritorno (10ª) |
|             |                      |                     |               |               |
| 27 nov.     | 0-3                  | Genoa-Milan         | 0-2           | 12 feb.       |
| 27 nov.     | 5-1                  | Inter-US Milanese   | 4-0           | 18 giu.       |
| 27 nov.     | 1-1                  | Juventus-Piemonte   | 1-1           | 12 feb.       |
| 27 nov.     | 2-1                  | Torino-Andrea Doria | 2-3           | 17 apr.       |
| 27 nov.     | Riposa: Pro Vercelli |                     |               |               |

| andata (2ª) | andata (2ª)    | Seconda giornata      | ritorno (11ª) | ritorno (11ª) |
|             |                |                       |               |               |
| 4 dic.      | 0-2            | Andrea Doria-Juventus | 2-4           | 21 mag.       |
| 4 dic.      | 0-0            | Milan-Pro Vercelli    | 0-1           | 19 feb.       |
| 4 dic.      | 2-3            | Piemonte-Inter        | 2-4           | 19 feb.       |
| 4 dic.      | 1-0            | US Milanese-Genoa     | 1-3           | 19 feb.       |
| 4 dic.      | Riposa: Torino |                       |               | 19 feb.       |

| andata (1ª) | andata (1ª)          | Prima giornata      | ritorno (10ª) | ritorno (10ª) |
|             |                      |                     |               |               |
| 27 nov.     | 0-3                  | Genoa-Milan         | 0-2           | 12 feb.       |
| 27 nov.     | 5-1                  | Inter-US Milanese   | 4-0           | 18 giu.       |
| 27 nov.     | 1-1                  | Juventus-Piemonte   | 1-1           | 12 feb.       |
| 27 nov.     | 2-1                  | Torino-Andrea Doria | 2-3           | 17 apr.       |
| 27 nov.     | Riposa: Pro Vercelli |                     |               |               |

| andata (2ª) | andata (2ª)    | Seconda giornata      | ritorno (11ª) | ritorno (11ª) |
|             |                |                       |               |               |
| 4 dic.      | 0-2            | Andrea Doria-Juventus | 2-4           | 21 mag.       |
| 4 dic.      | 0-0            | Milan-Pro Vercelli    | 0-1           | 19 feb.       |
| 4 dic.      | 2-3            | Piemonte-Inter        | 2-4           | 19 feb.       |
| 4 dic.      | 1-0            | US Milanese-Genoa     | 1-3           | 19 feb.       |
| 4 dic.      | Riposa: Torino |                       |               | 19 feb.       |

| andata (3ª) | andata (3ª)   | Terza giornata           | ritorno (12ª) | ritorno (12ª) |
|             |               |                          |               |               |
| 14 mag.     | 1-2           | Inter-Andrea Doria       | 0-3           | 26 feb.       |
| 10 apr.     | 1-3           | Juventus-Torino          | 1-2           | 26 feb.       |
| 14 mag.     | 0-1           | Genoa-Piemonte           | 2-1           | 26 feb.       |
| 14 mag.     | 7-2           | Pro Vercelli-US Milanese | 5-0           | 26 feb.       |
| 14 mag.     | Riposa: Milan |                          |               | 26 feb.       |

| andata (4ª) | andata (4ª)      | Quarta giornata      | ritorno (13ª) | ritorno (13ª) |
|             |                  |                      |               |               |
| 18 dic.     | 3-6              | US Milanese-Milan    | 2-0           | 5 mar.        |
| 18 dic.     | 0-1              | Torino-Inter         | 1-0           | 5 mar.        |
| 18 dic.     | 2-3              | Andrea Doria-Genoa   | 2-1           | 5 mar.        |
| 18 dic.     | 2-2              | Piemonte-ProVercelli | 0-3           | 5 mar.        |
| 18 dic.     | Riposa: Juventus |                      |               | 5 mar.        |

| andata (3ª) | andata (3ª)   | Terza giornata           | ritorno (12ª) | ritorno (12ª) |
|             |               |                          |               |               |
| 14 mag.     | 1-2           | Inter-Andrea Doria       | 0-3           | 26 feb.       |
| 10 apr.     | 1-3           | Juventus-Torino          | 1-2           | 26 feb.       |
| 14 mag.     | 0-1           | Genoa-Piemonte           | 2-1           | 26 feb.       |
| 14 mag.     | 7-2           | Pro Vercelli-US Milanese | 5-0           | 26 feb.       |
| 14 mag.     | Riposa: Milan |                          |               | 26 feb.       |

| andata (4ª) | andata (4ª)      | Quarta giornata      | ritorno (13ª) | ritorno (13ª) |
|             |                  |                      |               |               |
| 18 dic.     | 3-6              | US Milanese-Milan    | 2-0           | 5 mar.        |
| 18 dic.     | 0-1              | Torino-Inter         | 1-0           | 5 mar.        |
| 18 dic.     | 2-3              | Andrea Doria-Genoa   | 2-1           | 5 mar.        |
| 18 dic.     | 2-2              | Piemonte-ProVercelli | 0-3           | 5 mar.        |
| 18 dic.     | Riposa: Juventus |                      |               | 5 mar.        |

| andata (5ª) | andata (5ª)         | Quinta giornata           | ritorno (14ª) | ritorno (14ª) |
|             |                     |                           |               |               |
| 21 mag.     | 1-2                 | Genoa-Torino              | 5-1           | 12 mar.       |
| 28 mag.     | 0-2                 | Juventus-Inter            | 1-1           | 12 mar.       |
| 28 mag.     | 7-1                 | Milan-Piemonte            | 0-0           | 12 mar.       |
| 28 mag.     | 3-1                 | Pro Vercelli-Andrea Doria | 2-0           | 12 mar.       |
| 28 mag.     | Riposa: US Milanese |                           |               | 12 mar.       |

| andata (6ª) | andata (6ª)   | Sesta giornata       | ritorno (15ª) | ritorno (15ª) |
|             |               |                      |               |               |
| 4 giu.      | 1-7           | Andrea Doria-Milan   | 1-0           | 19 mar.       |
| 17 apr.     | 4-0           | Juventus-Genoa       | 0-3           | 19 mar.       |
| 4 giu.      | 2-0           | Torino-Pro Vercelli  | 1-3           | 19 mar.       |
| 4 giu.      | 3-2           | US Milanese-Piemonte | 0-1           | 19 mar.       |
| 4 giu.      | Riposa: Inter |                      |               | 19 mar.       |

| andata (5ª) | andata (5ª)         | Quinta giornata           | ritorno (14ª) | ritorno (14ª) |
|             |                     |                           |               |               |
| 21 mag.     | 1-2                 | Genoa-Torino              | 5-1           | 12 mar.       |
| 28 mag.     | 0-2                 | Juventus-Inter            | 1-1           | 12 mar.       |
| 28 mag.     | 7-1                 | Milan-Piemonte            | 0-0           | 12 mar.       |
| 28 mag.     | 3-1                 | Pro Vercelli-Andrea Doria | 2-0           | 12 mar.       |
| 28 mag.     | Riposa: US Milanese |                           |               | 12 mar.       |

| andata (6ª) | andata (6ª)   | Sesta giornata       | ritorno (15ª) | ritorno (15ª) |
|             |               |                      |               |               |
| 4 giu.      | 1-7           | Andrea Doria-Milan   | 1-0           | 19 mar.       |
| 17 apr.     | 4-0           | Juventus-Genoa       | 0-3           | 19 mar.       |
| 4 giu.      | 2-0           | Torino-Pro Vercelli  | 1-3           | 19 mar.       |
| 4 giu.      | 3-2           | US Milanese-Piemonte | 0-1           | 19 mar.       |
| 4 giu.      | Riposa: Inter |                      |               | 19 mar.       |

| andata (7ª) | andata (7ª)      | Settima giornata         | ritorno (16ª) | ritorno (16ª) |
|             |                  |                          |               |               |
| 22 gen.     | 1-0              | Genoa-Inter              | 3-0           | 26 mar.       |
| 22 gen.     | 0-4              | Juventus-Pro Vercelli    | 0-0           | 26 mar.       |
| 14 mag.     | 5-2              | Milan-Torino             | 1-5           | 26 mar.       |
| 22 gen.     | 0-3              | US Milanese-Andrea Doria | 0-3           | 26 mar.       |
| 22 gen.     | Riposa: Piemonte |                          |               | 26 mar.       |

| andata (8ª) | andata (8ª)   | Ottava giornata       | ritorno (17ª) | ritorno (17ª) |
|             |               |                       |               |               |
| 29 gen.     | 0-3           | Inter-Pro Vercelli    | 0-4           | 23 apr.       |
| 29 gen.     | 0-2           | Juventus-Milan        | 0-3           | 23 apr.       |
| 28 mag      | 5-0           | Torino-US Milanese    | 0-1           | 23 apr.       |
| 29 gen.     | 3-1           | Andrea Doria-Piemonte | 1-2           | 23 apr.       |
| 29 gen.     | Riposa: Genoa |                       |               | 23 apr.       |

| andata (7ª) | andata (7ª)      | Settima giornata         | ritorno (16ª) | ritorno (16ª) |
|             |                  |                          |               |               |
| 22 gen.     | 1-0              | Genoa-Inter              | 3-0           | 26 mar.       |
| 22 gen.     | 0-4              | Juventus-Pro Vercelli    | 0-0           | 26 mar.       |
| 14 mag.     | 5-2              | Milan-Torino             | 1-5           | 26 mar.       |
| 22 gen.     | 0-3              | US Milanese-Andrea Doria | 0-3           | 26 mar.       |
| 22 gen.     | Riposa: Piemonte |                          |               | 26 mar.       |

| andata (8ª) | andata (8ª)   | Ottava giornata       | ritorno (17ª) | ritorno (17ª) |
|             |               |                       |               |               |
| 29 gen.     | 0-3           | Inter-Pro Vercelli    | 0-4           | 23 apr.       |
| 29 gen.     | 0-2           | Juventus-Milan        | 0-3           | 23 apr.       |
| 28 mag      | 5-0           | Torino-US Milanese    | 0-1           | 23 apr.       |
| 29 gen.     | 3-1           | Andrea Doria-Piemonte | 1-2           | 23 apr.       |
| 29 gen.     | Riposa: Genoa |                       |               | 23 apr.       |

| \| andata (9ª) \| andata (9ª) \| Nona giornata \| ritorno (18ª) \| ritorno (18ª) \| \| \| \| \| \| \| \| 5 feb. \| 0-2 \| Inter-Milan \| 3-6 \| 30 apr. \| \| 5 feb. \| 0-1 \| Juventus-US Milanese \| 1-4 \| 30 apr. \| \| 11 giu. \| 2-1 \| Piemonte-Torino \| 2-4 \| 30 apr. \| \| 5 feb. \| 0-1 \| Genoa-Pro Vercelli \| 0-6 \| 30 apr. \| \| 5 feb. \| Riposa: Andrea Doria \| \| \| 30 apr. \| |                      |                      |               |               |
| andata (9ª) | andata (9ª)          | Nona giornata        | ritorno (18ª) | ritorno (18ª) |
| |                      |                      |               |               |
| 5 feb. | 0-2                  | Inter-Milan          | 3-6           | 30 apr.       |
| 5 feb. | 0-1                  | Juventus-US Milanese | 1-4           | 30 apr.       |
| 11 giu. | 2-1                  | Piemonte-Torino      | 2-4           | 30 apr.       |
| 5 feb. | 0-1                  | Genoa-Pro Vercelli   | 0-6           | 30 apr.       |
| 5 feb. | Riposa: Andrea Doria |                      |               | 30 apr.       |

| andata (9ª) | andata (9ª)          | Nona giornata        | ritorno (18ª) | ritorno (18ª) |
|             |                      |                      |               |               |
| 5 feb.      | 0-2                  | Inter-Milan          | 3-6           | 30 apr.       |
| 5 feb.      | 0-1                  | Juventus-US Milanese | 1-4           | 30 apr.       |
| 11 giu.     | 2-1                  | Piemonte-Torino      | 2-4           | 30 apr.       |
| 5 feb.      | 0-1                  | Genoa-Pro Vercelli   | 0-6           | 30 apr.       |
| 5 feb.      | Riposa: Andrea Doria |                      |               | 30 apr.       |

### Statistiche

#### Squadre

##### Capoliste solitarie
|    | ——    | ——    | ——    | ——    | ——    | ——    | ——    | ——           | ——           | ——           | ——           | ——           | ——           | ——           | ——           | ——           | ——           | —— |  |
|    | Inter | Inter | Inter | Milan | Milan | Milan | Milan | Pro Vercelli | Pro Vercelli | Pro Vercelli | Pro Vercelli | Pro Vercelli | Pro Vercelli | Pro Vercelli | Pro Vercelli | Pro Vercelli | Pro Vercelli |    |  |
|    |       |       |       |       |       |       |       |              |              |              |              |              |              |              |              |              |              |    |  |
|    |       |       |       |       |       |       |       |              |              |              |              |              |              |              |              |              |              |    |  |
| 1ª | 2ª    | 3ª    | 4ª    | 5ª    | 6ª    | 7ª    | 8ª    | 9ª           | 10ª          | 11ª          | 12ª          | 13ª          | 14ª          | 15ª          | 16ª          | 17ª          | 18ª          |    |  |

##### Classifica in divenire
|              | 1ª | 2ª | 3ª | 4ª | 5ª | 6ª | 7ª | 8ª | 9ª | 10ª | 11ª | 12ª | 13ª | 14ª | 15ª | 16ª | 17ª | 18ª |
|              |    |    |    |    |    |    |    |    |    |     |     |     |     |     |     |     |     |     |
| ------------ | -- | -- | -- | -- | -- | -- | -- | -- | -- | --- | --- | --- | --- | --- | --- | --- | --- | --- |
| Andrea Doria | 0  | 0  | 0  | 2  | 4  | 4  | 4  | 4  | 6  | 8   | 8   | 10  | 12  | 14  | 14  | 16  | 16  | 16  |
| Genoa        | 0  | 0  | 2  | 4  | 4  | 4  | 4  | 6  | 8  | 8   | 10  | 12  | 14  | 14  | 14  | 14  | 16  | 16  |
| Inter        | 2  | 4  | 6  | 6  | 6  | 6  | 6  | 8  | 8  | 8   | 9   | 9   | 9   | 9   | 9   | 9   | 11  | 13  |
| Juventus     | 1  | 3  | 3  | 3  | 3  | 3  | 4  | 4  | 4  | 4   | 5   | 5   | 6   | 8   | 8   | 8   | 10  | 10  |
| Milan        | 2  | 3  | 5  | 5  | 7  | 9  | 11 | 11 | 11 | 11  | 12  | 12  | 12  | 14  | 16  | 18  | 20  | 22  |
| Piemonte     | 1  | 1  | 2  | 2  | 2  | 2  | 3  | 3  | 3  | 3   | 4   | 4   | 4   | 6   | 6   | 8   | 8   | 12  |
| Pro Vercelli | 0  | 1  | 2  | 4  | 6  | 8  | 8  | 10 | 12 | 14  | 16  | 18  | 19  | 21  | 23  | 25  | 27  | 27  |
| Torino       | 2  | 2  | 2  | 2  | 2  | 2  | 2  | 2  | 4  | 6   | 6   | 6   | 8   | 10  | 12  | 12  | 16  | 18  |
| US Milanese  | 0  | 2  | 2  | 2  | 2  | 4  | 4  | 4  | 4  | 6   | 6   | 8   | 8   | 10  | 12  | 12  | 12  | 12  |

- NOTA: a causa dei numerosi rinvii, la classifica in divenire potrebbe rispecchiare solo in parte il reale andamento delle squadre nel campionato.

##### Classifiche di rendimento
| Andata       | Andata | Ritorno      | Ritorno |
|              |        |              |         |
| Milan        | 15     | Pro Vercelli | 15      |
| Pro Vercelli | 12     | Andrea Doria | 10      |
| Torino       | 10     | Genoa        | 10      |
| Inter        | 8      | Torino       | 8       |
| Piemonte     | 8      | US Milanese  | 8       |
| Andrea Doria | 6      | Milan        | 7       |
| Juventus     | 5      | Inter        | 5       |
| Genoa        | 4      | Juventus     | 5       |
| US Milanese  | 4      | Piemonte     | 4       |

| In casa      | In casa | In trasferta | In trasferta |
|              |         |              |              |
| Pro Vercelli | 15      | Pro Vercelli | 12           |
| Torino       | 12      | Milan        | 11           |
| Milan        | 11      | Inter        | 8            |
| Andrea Doria | 10      | Andrea Doria | 6            |
| Piemonte     | 9       | Genoa        | 6            |
| Genoa        | 8       | Torino       | 6            |
| US Milanese  | 8       | Juventus     | 5            |
| Inter        | 5       | US Milanese  | 4            |
| Juventus     | 5       | Piemonte     | 3            |

##### Primati stagionali
Squadre
- Maggior numero di vittorie: Pro Vercelli (12)
- Minor numero di sconfitte: Pro Vercelli (1)
- Miglior attacco: Milan e Pro Vercelli (44 reti fatte)
- Miglior difesa: Pro Vercelli (8 reti subite)
- Miglior quoziente reti: Pro Vercelli (5,5)
- Maggior numero di pareggi: Juventus e Piemonte (4)
- Minor numero di vittorie: Juventus (3)
- Maggior numero di sconfitte: US Milanese (10)
- Peggiore attacco: Juventus (16 reti fatte)
- Peggior difesa: US Milanese (45 reti subite)
- Peggior quoziente reti: Milanese (0,4)

## Campionato emiliano-veneto

### Squadre partecipanti
| Club    | Stagione | Città   | Stadio                       | Stagione precedente                                    |
| ------- | -------- | ------- | ---------------------------- | ------------------------------------------------------ |
| Bologna | dettagli | Bologna | Campo della Cesoia           | 1º posto nel campionato emiliano della Terza Categoria |
| Hellas  | dettagli | Verona  | Stadio Marcantonio Bentegodi | Prima partecipazione                                   |
| Venezia | dettagli | Venezia |                              | 2º posto nel campionato veneto della Seconda Categoria |
| Vicenza | dettagli | Vicenza |                              | 1º posto nel campionato veneto della Seconda Categoria |

### Classifica finale
|  | Pos. | Squadra | Pt | G | V | N | P | GF | GS | DR  |
|  | ---- | ------- | -- | - | - | - | - | -- | -- | --- |
|  | 1.   | Vicenza | 12 | 6 | 6 | 0 | 0 | 21 | 3  | +18 |
|  | 2.   | Hellas  | 8  | 6 | 4 | 0 | 2 | 13 | 12 | +1  |
|  | 3.   | Bologna | 4  | 6 | 2 | 0 | 4 | 11 | 20 | -9  |
|  | 4.   | Venezia | 0  | 6 | 0 | 0 | 6 | 2  | 12 | -10 |

Legenda:
      Campione del Veneto 1910-1911 e qualificata per la finale.
Regolamento:
Due punti a vittoria, uno a pareggio, zero a sconfitta.

### Risultati

#### Tabellone
|         | Bol  | Hel  | Ven  | Vic  |
| ------- | ---- | ---- | ---- | ---- |
| Bologna | –––– | 2-4  | 3-0  | 0-4  |
| Hellas  | 4-1  | –––– | 2-0  | 0-2  |
| Venezia | 2-4  | 0-1  | –––– | 0-1  |
| Vicenza | 6-1  | 7-2  | 1-0  | –––– |

#### Calendario
| andata (1ª) | andata (1ª) | Prima giornata  | ritorno (4ª) | ritorno (4ª) |
|             |             |                 |              |              |
| 12 mar.     | 2-4         | Bologna-Hellas  | 1-4          | 19 feb.      |
| 29 gen.     | 0-1         | Venezia-Vicenza | 0-1          | 19 feb.      |

| andata (2ª) | andata (2ª) | Seconda giornata | ritorno (5ª) | ritorno (5ª) |
|             |             |                  |              |              |
| 5 feb.      | 0-2         | Hellas-Vicenza   | 2-7          | 26 feb.      |
| 5 feb.      | 2-4         | Venezia-Bologna  | 0-3          | 26 feb.      |

| andata (3ª) | andata (3ª) | Terza giornata  | ritorno (6ª) | ritorno (6ª) |
|             |             |                 |              |              |
| 12 feb.     | 0-1         | Venezia-Hellas  | 0-2          | 5 mar.       |
| 12 feb.     | 6-1         | Vicenza-Bologna | 4-0          | 5 mar.       |

| andata (1ª) | andata (1ª) | Prima giornata  | ritorno (4ª) | ritorno (4ª) |
|             |             |                 |              |              |
| 12 mar.     | 2-4         | Bologna-Hellas  | 1-4          | 19 feb.      |
| 29 gen.     | 0-1         | Venezia-Vicenza | 0-1          | 19 feb.      |

| andata (2ª) | andata (2ª) | Seconda giornata | ritorno (5ª) | ritorno (5ª) |
|             |             |                  |              |              |
| 5 feb.      | 0-2         | Hellas-Vicenza   | 2-7          | 26 feb.      |
| 5 feb.      | 2-4         | Venezia-Bologna  | 0-3          | 26 feb.      |

| andata (3ª) | andata (3ª) | Terza giornata  | ritorno (6ª) | ritorno (6ª) |
|             |             |                 |              |              |
| 12 feb.     | 0-1         | Venezia-Hellas  | 0-2          | 5 mar.       |
| 12 feb.     | 6-1         | Vicenza-Bologna | 4-0          | 5 mar.       |

## Finale
| Arbitro: | G.Gama (Milano) |

|                               |           |  |
| Milano II 4’ Rampini 23’, 60’ | Marcatori |  |

| Arbitro: | Meazza (Milano) |

|             |           |                       |
| Ciscato 15’ | Marcatori | 30’ Ferraro ?’ Piacco |